# Tønsberg (localitate)
Tettstedet Tønsberg este o localitate din comuna Tønsberg și Nøtterøy, provincia Vestfold, Norvegia, cu o suprafață de 26,16 km² și o populație de 49.735 locuitori (2013).